# Bäume um die ehemalige Laubhütte Ahlem
Die Bäume um die ehemalige Laubhütte Ahlem in Hannovers Stadtteil Ahlem werden als Naturdenkmal unter der Nummer ND-H 246 geführt. Nach ihrer Art gehören die drei im Jahr 2020 vorhandenen alten Bäume zu den Gewöhnlichen Rosskastanien (Aesculus hippocastanum), Blauglockenbäumen (Paulownia tomentosa, Syn.: Paulownia imperialis) und Tulpenbäumen (Liriodendron tulipifera).

## Beschreibung
Die Stadt Hannover hatte die Baumgruppe im Jahr 1989 unter der Nummer ND-HS 39 unter Schutz gestellt. Die nach dem Niedersächsischen Kommunalverfassungsgesetz inzwischen für die Aufgaben der unteren Naturschutzbehörde auch für das Gebiet der Stadt Hannover zuständige Region Hannover ordnete die Naturdenkmale für ihr Gebiet im Jahr 2010 neu, hob die bisherigen Verordnungen der Kommunen auf, erließ für die meisten der bisherigen Naturdenkmale eine neue (Sammel-)Verordnung und begründete die Unterschutzstellung dieses Baumes in der neuen Verordnung mit dieser Beschreibung:
Ein Tulpenbaum, eine Kastanie und ein Blauglockenbaum sind aktuell vorhanden. Sie wurden zum Teil massiv baumchirurgisch behandelt. Zukünftige Ersatzpflanzungen (auch für die bereits fehlenden 3 Bäume) sollen automatisch zum Naturdenkmal gehören.
und nannte als Schutzzweck
Die Bäume erinnern an die ehemalige Laubhütte. Diese gehörte zur israelitischen Gartenbauschule, die am 30. Juni 1942 geschlossen wurde. Von September 1943 bis zum 8. April 1945 war dort ein Polizei-Ersatzgefängnis der Gestapo. Die Laubhütte wurde von der Gestapo im März 1945 als Hinrichtungsstätte benutzt und beim Abzug niedergebrannt. Das Naturdenkmal ist deshalb von historischer wie auch heimatkundlicher Bedeutung.
Den Standort beschreibt die Verordnung:
Auf dem Gelände der Gartenbauschule an der Harenberger Straße,
nennt als Flurdaten
Hannover-Ahlem, Flur 2, Flurstück 159/11
und verwendet die Bezeichnung:
Bäume um die ehemalige Laubhütte Ahlem.
Im Frühjahr 2021 bot sich bot sich das Bild, dass die beiden älteren Bäume (Kastanie und Tulpenbaum) baumpflegerisch behandelt worden sind. Auf mehreren Etagen wurden im Zuge dieser Arbeiten Seile und Gurte gespannt, die ein Auseinanderbrechen der beiden Bäume verhindern sollen. Die Kastanie ist teilweise in ihrem Inneren ausgehöhlt und Brandnarben sind erkennbar. Am Baum selbst ist über Kopfhöhe eine häufig in Niedersachsen verwendete, geprägte Naturdenkmal-Plakette aus Metall angebracht, auf die in Schwarz-Weiß ein stilisierter Adler und der Hinweis „Naturdenkmal“ kaschiert ist. Der Blauglockenbaum wurde im Winter 2020/2021 gefällt. Mehrere ihn bis zum Fällen sichernde Stahlseile und textile Manschetten lagen Anfang Mai noch neben dem Baumstumpf. Sie sind an mehreren Stellen im Erdboden an Betonelementen verankert. Einige vor einigen Jahren neu gepflanzte Bäume ergänzen die nunmehr nur noch zwei übrig gebliebenen Bäume. Sie sind nach der Verordnung, mit der das Ensemble unter Schutz gestellt wurde, Teil des Naturdenkmals „Bäume um die ehemalige Laubhütte Ahlem“.

## Laubhütte und Naturdenkmal als Teil der Gedenkstätte Ahlem

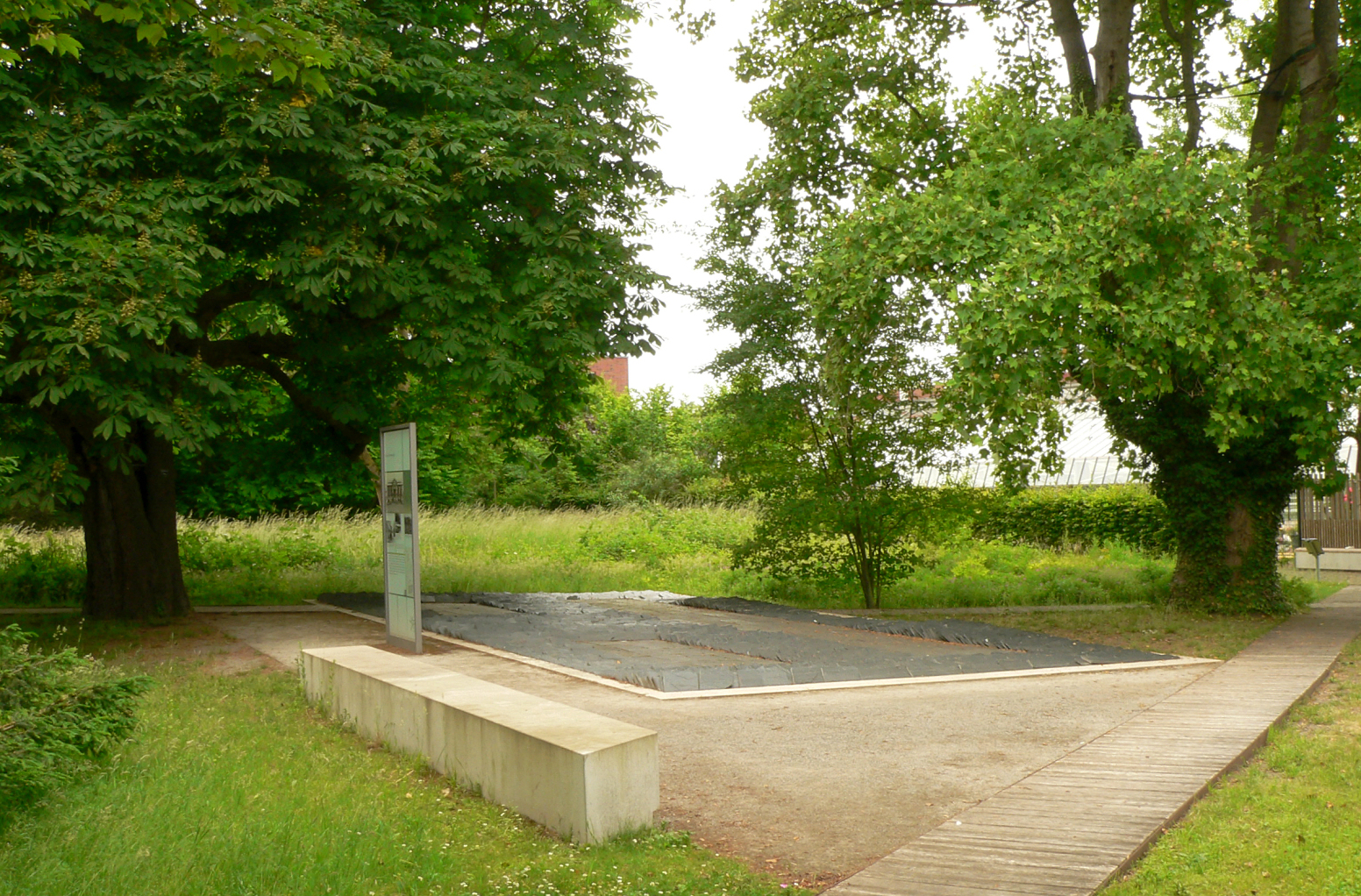
Grundfläche der Laubhütte, von der Gestapo zur Hinrichtungsstätte umfunktioniert

Die Laubhütte und der sie umgebende Gartenbereich war ein Teil der „israelitischen Gartenbauschule Ahlem“, die 1942 durch das nationalsozialistische Regime verboten und aufgelöst wurde. In der Laubhütte war das jüdische Laubhüttenfest gefeiert worden. An die frühere Laubhütte erinnert ein Denkmal aus Schieferplatten, die auf der Fläche des früheren Gebäudes dachziegelartig auf der Erde liegen. 1943 errichtete die Gestapo in der früheren Gartenbauschule ein „Polizei-Ersatzgefängnis für Zwangsarbeiter, politische Häftlinge, Sinti und Roma“. Kurz vor dem Ende des Zweiten Weltkriegs wurden im Februar und März 1945 in der Laubhütte mindestens 59 Häftlinge der Gestapo hingerichtet. Vor den nahenden Truppen der 9. US-Armee, die am 10. April 1945 Hannover besetzten, setzte die Gestapo die Laubhütte in Brand und verbrannte Akten sowie sonstiges Beweismaterial. Dies führte zu den noch 2021 sichtbaren Brandschäden an der Kastanie neben der früheren Laubhütte.